# Albert Segebrecht
Albert Segebrecht (* 5. Juli 1876 in Hamburg; † 23. Februar 1945 in Pforzheim) war Musiker, Kapellmeister und Dirigent.
Nach seiner Ausbildung zum Musiker (Klavier, Violine, Trompete) trat er am 13. Oktober 1896 freiwillig beim Schleswig-Holstein 'schen Pionier-Bataillon in Harburg ein, bei dem er bis zum 30. April 1908 als Hornist blieb. Mit Erfolg bewarb er sich um die freigewordene Stelle des Stabstrompeters beim 1. Württembergischen Dragoner-Regiment Nr. 25 in Ludwigsburg und trat diese am 1. Mai 1908 an. Das 1. Württembergische Dragoner-Regiment Nr. 25 wurde 1919 aufgelöst. Von 1920 bis 1926 leitete Segebrecht dann als Stabstrompeter das Trompeterkorps des 18. (Badischen) Reiter-Regiments der Reichswehr in Stuttgart-Bad Cannstatt. Nach seiner Pensionierung ließ er sich als freischaffender Künstler in Pforzheim nieder. Zum 1. Mai 1933 trat er der NSDAP bei.
Sein „Graf Eberhard-Marsch“ war der Präsentiermarsch des 1. Württembergischen Dragoner-Regiments Nr. 25.